# Двигателестроение
Двигателестроение — отрасль машиностроения, занимающаяся производством двигателей для техники различного типа. В его сферу входит также сбыт двигателей, а также производство комплектующих и обслуживание.
Двигателестроение включает в себя подотрасли:
- Автомобильное двигателестроение (производство двигателей для автомобильной промышленности);
- Судовое двигателестроение (производство судовых энергетических установок);
- Авиационное двигателестроение (производство авиадвигателей);
- Танковое двигателестроение (производство двигателей для БТТ);
- Ракетное двигателестроение (производство двигателей для ракетной техники).

## История
Первый промышленно пригодный двигатель внутреннего сгорания был построен во Франции в 1860 году Э. Ленуаром; это был двухтактный двигатель, работавший на светильном газе с воспламенением от электрической искры. Стационарные двигатели, работающие на керосине и более тяжёлых сортах топлива, появились в ряде стран в период с 1884 по 1890 год.
В России в 1899 году завод Э. Нобеля (ныне «Русский дизель», Санкт-Петербург) выпустил первый промышленный четырехтактный двигатель с воспламенением от сжатия, который в отличие от двигателя, построенного Р. Дизелем (1897), работал не на керосине, а на сырой нефти. 
Производство газовых двигателей началось в 1908 году, сначала на Коломенском, а затем и на других заводах.
После 1945 г. были созданы и постоянно совершенствуются поршневые и комбинированные двигатели внутреннего сгорания различных типов. 
В 1950—1960-х годах одной из тенденций двигателестроения, особенно в Северной Америке, было повышение степени сжатия (которая к началу 1970-х годов на американских двигателях нередко достигала 11—13).
Значительное развитие получила теория рабочих процессов, в ней появились новые разделы, посвященные согласованию характеристик составных элементов комбинированных двигателей между собой, расчету газодинамических процессов неустановившегося потока в газовоздушном тракте двигателя, прогнозированию теплонапряженности основных деталей и тому подобное. Достижения в области компьютерного моделирования дали возможность успешно использовать математическое моделирование и системы автоматизированного проектирования при создании и доводке комбинированных двигателей. Одной из характерных особенностей развития двигателестроения стало широкое применение газотурбинного наддува, что позволяет значительно улучшить технико-экономические показатели двигателей. 
Постоянно ведутся работы по повышению экологичности двигателей (т. н.  «зеленый» двигатель). В 2010-х годах наметилась тенденция свертывания производства дизельных двигателей (по тем же экологическим соображениям).

## В мире
Авиационное двигателестроение
Сегодня в мире существует лишь пять стран, способные производить авиадвигатели мирового класса – это США и Великобритания, а также Франция, Россия и Китай.
SNECMA (Франция), Rolls-Royce plc (Великобритания), General Electric (США, считается крупнейшим в мире), отделение авиадвигателей Pratt & Whitney (канадско-американское), International Aero Engines (IAE, СП Pratt & Whitney с японской JAEC и немецкой MTU), ОДК (Россия), Мотор Сич (Украина). Авиадвигатели сейчас убыточны (продаются ниже себестоимости) практически у всех производителей, из-за большой конкуренции; прибыль в основном извлекается за счёт техобслуживания и ремонта (ТОиР).
Самое популярное в гражданской авиации семейство моторов — CFM56 от SNECMA, их в год поставляется больше, чем всех остальных моторов вместе взятых. В ближайшие 10 лет (2017—2026 гг.) значительная доля мирового спроса (44 %) на ТОиР авиадвигателей придётся на две серии турбовентиляторных силовых установок, предназначенных для самых массовых коммерческих самолетов в мире —  CFM56-7 для семейства узкофюзеляжных самолетов Boeing 737 (23 %) и International Aero Engines V2500-A5 для конкурирующего семейства Airbus A320 (21 %).
Судовое двигателестроение
- Зоря — Машпроект (Украина; советская база морского газотурбостроения)

Танковое
- Харьковское конструкторское бюро по двигателестроению (Украина)

### в России
Российское двигателестроение является важной отраслью машиностроения в России, одной из наиболее высокотехнологичных отраслей российской промышленности.
Россия является крупным производителем ракетных, самолётных, вертолётных, автомобильных двигателей. Крупнейшей российской компанией в области двигателестроения является Объединённая двигателестроительная корпорация (ОДК), которая консолидирует более 80 % активов в сфере российского двигателестроения.
С 2014 года ведётся постоянный курс на импортозамещение двигателей, производимых в других странах; также расширяется экспорт из Китая.
Автомобильное двигателестроение
Крупнейшие: Группа ГАЗ (Автодизель, Ульяновский моторный завод, Нижегородские моторы (дизельные двигатели));
также Заволжский моторный завод (автомобильные двигатели), Камский моторный завод (поршневые группы для двигателей грузовых автомобилей).
Авиационное двигателестроение
- Крупнейшей производитель в отрасли — Объединённая двигателестроительная корпорация (ОДК)
- НПЦ газотурбостроения «Салют» (авиационные двигатели)
- Уральский завод гражданской авиации (УЗГА) (изготовление и ремонт вертолётных двигателей)

В 2019 году авиастроительная корпорация «Иркут» получила два первых перспективных отечественных двигателя ПД-14 (это первый разработанный и созданный промышленностью двигатель для гражданской авиации со времён СССР); также начато серийное производство двигателя «первого этапа» для истребителя нового поколения Су-57. 
- Международная ассоциация Союз авиационного двигателестроения (АССАД[7]; президент — Виктор Чуйко)
- Международный форум двигателестроения (МФД)

Судовое двигателестроение
Выпуск современных высокооборотных дизелей в различных мощностных диапазонах могут осуществлять ОАО «Завод Дагдизель», ЗАО «ПФК Тверьдизельагрегат», ПАО «Автодизель» (Ярославский моторный завод), ОАО «Тутаевский моторный завод», ООО «Уральский дизель-моторный завод», ОАО «Звезда».  
Выпуск современных среднеоборотных дизелей в различных мощностных диапазонах могут осуществлять: ОАО «Коломенский завод»; ОАО «Пензадизельмаш».
- ОДК-Сатурн (Рыбинск)
- РУМО (Нижний Новгород)

Ракетное двигателестроение
Ракетное двигателестроение России — крупная отрасль российского двигателестроения. Россия является крупным производителем двигателей для ракет космического, стратегического и тактического назначения. Основным потребителем продукции отрасли является российское ракетостроение, значительная часть двигателей отправляется на экспорт. 
Производители ракетных двигателей: НПО Энергомаш (жидкостные двигатели для ракет-носителей); ГКНПЦ имени М. В. Хруничева (Конструкторское бюро химавтоматики, Воронежский механический завод); Объединённая двигателестроительная корпорация («Кузнецов» (жидкостные двигатели), НПО «Сатурн» (двигатели для крылатых ракет)); НПО «Искра» (твёрдотопливные двигатели).